# Urszula Marcinkowska-Trimboli
Urszula Marcinkowska-Trimboli – polska biolożka.

## Życiorys
Studiowała na Wydziale Biologii Uniwersytetu Jagiellońskiego, kończąc edukację w 2008 r. obroną pracy magisterskiej poświęconej cechom antropometrycznym głowy i twarzy u ludności Finlandii i Polski. Studia doktoranckie podjęła na Wydziale Nauk Ścisłych Uniwersytetu w Turku, otrzymując w 2014 r. stopień doktora biologii ewolucyjnej i nagrodę za najlepszą pracę doktorską poświęconą ewolucji i źródłom indywidualnej zmienności w preferencjach doboru płciowego u człowieka. Od 2014 r. była pracownicą naukową Uniwersytetu Jagiellońskiego. Habilitowała się w 2019 r. w dziedzinie nauk o zdrowiu na tejże uczelni. Po uzyskaniu habilitacji przez rok pracowała na Yale University jako Visiting Scholar, badając preferencje seksualne i percepcję atrakcyjności i zdrowia. Postanowieniem Prezydenta Rzeczypospolitej Polskiej z dnia 3 lutego 2025 r. otrzymała tytuł profesora nauk o zdrowiu.
Jako profesor wizytujący wykładała także na Uniwersytecie Karola, uniwersytecie w Liverpoolu i uniwersytecie w Helsinkach.
Laureatka m.in. Nagrody dla Wybitnych Naukowców MNiSW (2022 r.).